# Latham (Illinois)
Latham és una població dels Estats Units a l'estat d'Illinois. Segons el cens del 2000 tenia 371 habitants.

## Demografia
Segons el cens del 2000, Latham tenia 371 habitants, 157 habitatges, i 107 famílies. La densitat de població era de 511,6 habitants/km².
Dels 157 habitatges en un 29,3% hi vivien nens de menys de 18 anys, en un 57,3% hi vivien parelles casades, en un 6,4% dones solteres, i en un 31,8% no eren unitats familiars. En el 27,4% dels habitatges hi vivien persones soles el 12,7% de les quals corresponia a persones de 65 anys o més que vivien soles. El nombre mitjà de persones vivint en cada habitatge era de 2,36 i el nombre mitjà de persones que vivien en cada família era de 2,88.
Per edats la població es repartia de la següent manera: un 24,3% tenia menys de 18 anys, un 8,9% entre 18 i 24, un 27,8% entre 25 i 44, un 27,5% de 45 a 60 i un 11,6% 65 anys o més.
L'edat mediana era de 36 anys. Per cada 100 dones de 18 o més anys hi havia 100,7 homes.
La renda mediana per habitatge era de 43.750 $ i la renda mediana per família de 47.292 $. Els homes tenien una renda mediana de 36.500 $ mentre que les dones 22.500 $. La renda per capita de la població era de 16.917 $. Aproximadament el 12,4% de les famílies i el 12,9% de la població estaven per davall del llindar de pobresa.

## Poblacions més properes
El següent diagrama mostra les poblacions més properes.